# وليام كونراد
وليام كونراد (بالإنجليزية: William Conrad)‏ مواليد 27 سبتمبر 1920 في كنتاكي، الولايات المتحدة - الوفاة 11 فبراير 1994 في لوس أنجلوس، هو ممثل ومخرج ومنتج أمريكي بدأ مسيرته الفنية سنة 1945. امتدت مسيرته الفنية لأكثر من 48 عاما.

## الأعمال
- جان دارك
- غان سموك
- ماتلوك
- ذا ريفلمان
- 77 سانست ستريب

## روابط خارجية
- وليام كونراد على موقع IMDb (الإنجليزية)
- وليام كونراد على موقع ألو سيني (الفرنسية)
- وليام كونراد على موقع ميوزك برينز (الإنجليزية)
- وليام كونراد على موقع تيرنر كلاسيك موفيز (الإنجليزية)
- وليام كونراد على موقع أول موفي (الإنجليزية)
- وليام كونراد على موقع قاعدة بيانات الأفلام السويدية (السويدية)
- وليام كونراد على موقع إن إن دي بي (الإنجليزية)
- وليام كونراد على موقع ديسكوغز (الإنجليزية)
- وليام كونراد على موقع قاعدة بيانات الفيلم (الإنجليزية)
- وليام كونراد على موقع كينوبويسك (الروسية)